# 総持寺 (和歌山市)
總持寺（そうじじ）は、和歌山県和歌山市梶取にある浄土宗西山派の寺院。梶取本山（かんどりほんざん）、梶取本山総持寺とも。
赤松則村の孫で同派の僧・明秀によって宝徳2年（1450年）に開創された。16世紀中頃には後奈良天皇および正親町天皇の勅願寺となった。また、総持寺は雑賀荘の北部に位置しており、同地を拠点とする雑賀衆の中でも信者が多かった。このため、石山戦争における雑賀衆の活躍も、本願寺を支持する浄土真宗門徒と織田信長に反発する一部の浄土宗西山派門徒による協力関係があって成立したとする見方がある。
天正13年（1585年）、羽柴秀吉による紀州征伐の際に全焼するが、その後復興し、寛文年間（1661～1672年）には禅林寺・光明寺の末寺となる。紀伊国と和泉国に八十八ヶ寺の末寺を有し、同派の檀林（学問寺）七ヶ寺の1つに数えられている。

## 文化財
重要文化財（国指定）
- 絹本著色釈迦三尊像

和歌山県指定文化財
- 総門
- 本堂
- 鐘楼

和歌山市指定文化財
- 釈迦堂
- 玄関
- 開山堂
- 当麻曼荼羅
- 円光大師御絵伝
- 西山国師御絵伝

## 所在地
〒640-8411 和歌山県和歌山市梶取86番地

## 交通アクセス
- 南海紀ノ川駅から徒歩約12分
- 南海和歌山市駅から和歌山バス83・84系統川永団地行きに乗車し、梶取東停留所下車、徒歩約7分

## 外部サイト
- 国立大学法人和歌山大学観光学部実験サイト･和歌山観光情報（総持寺）（2013年4月13日閲覧）
- 和歌山市指定文化財一覧 和歌山市（2013年4月13日閲覧）
- 総持寺 - みどころ紀州路 - きのくに風景讃歌（2013年4月13日閲覧）